# Terijer
Terijer (od latinske reči terra, sa značenjem „tlo” ili „zemlja”) tip je pasa koji je originalno razvijen za lov na štetočine. Terijer je pas nastao od bilo koje od mnogih pasmina iz terijerske grupe, koji su obično mali, žilavi, odvažni i neustrašivi. Pasmine terijera znatno variraju po veličini od samo 1 kg do preko 32 kg, i obično se kategorišu po veličini ili funkciji. Postoji pet različitih grupa, a svaka grupa ima nekoliko različitih rasa.

## Istorija
Većina pasmina terijera rafinirana je od starijih namenski uzgajanih pasa.
Lovačka sklonost ranih lovačkih terijera je korištena pri njihovoj upotrebi u sportskim nadmetanjima. Inicijalno, terijeri su se nadmetali u događajima kao što je čišćenje jama od pacova. Pas koji bi najbrže pobio sve pacove bi pobedio. U osamnaestom veku neki terijeri su ukršteni sa goničima da bi se poboljšale njihove lovne sposobnosti, a neki sa pasminama borbenih pasa da bi se „pojačala istrajnost i uvećala hrabrost”. Neka od ukrštanja sa borbenim psima, ukrštanja bula i terijera, korišćena su u krvnom sportu borbe pasa. Moderne pasmine kućnih ljubimaca, poput minijaturnog bul terijera, navedene su u podacima Međunarodne kinološke federacije (FCI) pod terijerima tipa bul.
Danas se većina terijera drži kao psi-pratitelji i kućni ljubimci. Oni su uglavnom lojalni i odani svojim vlasnicima, mada mogu biti „veliki karakteri”.

## Genetika
Na bazi jedne studije iz 2006. godine, genetičkom analizom je pokazano da većina terijera spada u „moderni/lovački” skup rasa pasa razvijen iz istog bazena predaka u Evropi u 19. veku. Nekoliko terijera se nalazi u klasteru „mastifa” sa pomeranima, labrador retriverima i drugim psima velike glave, a tibetanski terijer se nalazi u starijoj grupi azijskih i afričkih pasa, zajedno sa pekinezerom.

## Tipovi terijera i grupe
U 18. veku u Britaniji, postojala su samo dva tipa terijera, dugonogi i kratkonogi. U današnje vreme, terijeri se obično neformalno grupišu po veličini ili funkciji.
Lovački tipovi se i dalje koriste za pronalaženje, praćenje ili traganje za divljači, posebno pod zemljom, a ponekad i za proterivanje divljači. Moderni primeri uključuju Džek Rasel terijera, pacovarskog terijera i paterdejl terijera. Postoje i kratkonogi terijeri kao što su kern terijer, škotski terijer i zapadni gorski beli terijer, koji su takođe korišteni za ubijanje malih štetočina.
Originalni lovački terijeri obuhvataju fel terijera (razvijenog u severnoj Engleskoj da pomogne u lovu na lisice) i lovačkog terijera (razvijenog u južnoj Engleskoj da bi locirao, ubio ili proterao lisice tokom tradicionalnog jahačkog lova na lisice).
Različite kombinacije buldoga i terijera koje su korišćene za borbe s bikovima i borbe pasa krajem 19. veka, kasnije su rafinirane u odvojene pasmine koje su kombinovale kvalitete terijera i buldoga. Izuzev bostonskog terijera, oni su generalno uključeni u uzgajivačke klubove Terijerske grupe. Uzgajivači su proizveli moderne pasmine terijera bul tipa, kao što su bul terijer i stafordski bul terijer u pogodne porodične pse i takmičarske terijere.
Igrački terijeri su odgajani od većih terijera i prikazani su u grupi za igračke ili drugove. U ove rase spadaju engleski igrački terijer i jorkširski terijer. Iako su mali, oni zadržavaju istinski terijerski karakter i nisu pokorni „psi u krilu”.
Ostali potomci tipova bul i terijer, poput azijskog gal terijera, spadaju u pse koji su još uvek uzgajaju radi ilegalnih borbi pasa.
- Džek Rasel terijer
- Keri Blu terijer
- Bostonski terijer
- Jorkširski terijer
- Erdejl terijer
- Stafordski bul terijer
- Border terijer
- Bul-terijer
- Škotski terijer

### Izgled
Terijeri znatno variraju po izgledu od veoma malih pasa sa svetlim telima i glatkom dlakom poput engleskog terijera (crni i žutomrki), koji teži samo 2,7 kg, do vrlo velikih grubodlakih Erdejl terijera, koji mogu da teže 32 kg ili više. Prema podacima iz 2004. godine, Kinološki klub Sjedinjenih Država priznao je novu rasu bezdlakog terijera poreklom od pacovarskog terijera nazvanog američki bezdlaki terijer.

## Literatura
- Webster's Third New International Dictionary of the English Language, Unabridged. The Merriam-Webster Editorial Staff. Springfield, MA U.S.A.: G&C Merriam Company. 1967. стр. 274. „A breed is a group of domestic animals related through common ancestors and visibly similar in most characteristics, having been differentiated from others by human influence; a distinctive group of domesticated animals differentiated from the wild type under the influence of man, the sum of the progeny of a known and designated foundation stock without admixture of other blood.”
- „Foundation Stock Service – American Kennel Club”. American Kennel Club. 12. 11. 2017. Приступљено 16. 9. 2019.
- Twiti, William (1977).  Danielsson, B.; Cynegetica Anglica, ур. The Art of Hunting 1. Stockholm Studies in English XXXVII. Превод: Danielsson, B.; Cynegetica Anglica. Stockholm: Almqvist & Wiksell Int.
- The Master of Game, by Edward, second Duke of York: ed. Baillie-Grohman, William.1st Ed. London: 1904 Ballantine, Hanson & Co Folio
- Edward, of Norwich; Baillie-Grohman, William A. (William Adolph); Baillie-Grohman, F. (Florence); Roosevelt, Theodore; Gaston III Phebus, Count of Foix (1. 1. 1909). The master of game : the oldest English book on hunting. London : Chatto & Windus.
- „BNF – Le livre de chasse de Gaston Phebus”. classes.bnf.fr. Приступљено 17. 11. 2016.
- Berners, Juliana (1975) [Facsimile of 1486 original]. English hawking and hunting in the Boke of St. Albans : a facsimile edition of sigs. a2-f8 of the Boke of St. Albans (1486) / by Rachel Hands. Oxford University Press. ISBN 0-19-811715-9.
- Berners, Juliana; Blades, William (1. 1. 1901). The boke of Saint Albans. London : Elliot Stock.
- Caius, John; Gonville and Caius College; Royal College of Physicians of London; Roberts, E. S. (Ernest Stewart); Venn, John; Fleming, Abraham (1. 1. 1912). The works of John Caius, M.D., second founder of Gonville and Caius College and master of the college, 1559–1573. Cambridge, The University press.
- Clark, Anne Rogers; Brace, Andrew H. (1995). The International Encyclopedia of Dogs. New York: Howell Book House. ISBN 0-87605-624-9.
- Coppinger, Raymond; Coppinger, Lorna (2001). Dog: A Startling New Understanding of Canine Origin, Behavior & Evolution. New York: Scribner. ISBN 0-684-85530-5.
- Clark, Anne Rogers; Brace, Andrew H. (1995). The International Encyclopedia of Dogs. New York: Howell Book House. стр. 8. ISBN 0-87605-624-9. „In the strictest sense, dog breeds date back only to the last couple of decades of the nineteenth century, or to more recent decades in this (the twentieth) century but distinct types of dogs have existed centuries earlier.”
- Marvin, John T. (1982). „2. Background and Heritage of the Terrier Family”. The New Complete Scottish Terrier (second изд.). New York, N.Y.: Howell Book House Inc. ISBN 0-87605-306-1.
- 'Dogs, working', from An Encyclopaedia of New Zealand, edited by A. H. McLintock, originally published in 1966. Te Ara – The Encyclopedia of New Zealand, updated 18 September 2007 URL: http://www.teara.govt.nz/1966/D/DogsWorking/en%5B%5D
- The Merriam-Webster Editorial Staff, ур. (1967). Webster's Third New International Dictionary of the English Language, Unabridged. Springfield, MA U.S.A.: G&C Merriam Company.
- Jane Stern; Michael Stern (1997). „Glossary”. Dog Eat Dog: A Very Human Book About Dogs and Dog Shows. New York, N.Y.: Sctibner. ISBN 0-684-82253-9. „typey: showing the breed characteristics to maximum effect”
- Turcsán, Borbála; Kubinyi, Enikő; Miklósi, Ádám (2011). „Trainability and boldness traits differ between dog breed clusters based on conventional breed categories and genetic relatedness”. Applied Animal Behaviour Science. 132 (1–2): 61—70. doi:10.1016/j.applanim.2011.03.006.
- Alderton, David (септембар 2008). Encyclopedia of Dogs (Hardcover). Bath: Parragon Inc. стр. 384. ISBN 978-1407524382.
- Coile, D. Caroline (1. 4. 2005). Encyclopedia of Dog Breeds: Profiles of More than 150 Breeds (2nd изд.). Barron's Educational Series, Incorporated. стр. 368. ISBN 9780764157004.
- De Prisco, Andrew; Johnson, James B. (1993). Canine Lexicon. T. F. H. Publications. стр. 886. ISBN 978-3-929545-60-9.
- Kister, Kenneth F. (1994). Kister's Best Encyclopedias (2nd изд.). Phoenix: Oryx. стр. 329–330. ISBN 978-0-89774-744-8.
- De Vito, Dominique (1. 9. 2005). World Atlas of Dog Breeds (Print) (6th изд.). Neptune City, NJ Lanham, MD: TFH Publications, Inc. Distributed in the U.S. to the Bookstore and library trade by National Book Network. стр. 960. ISBN 978-0793806560.
- DK Publishing (15. 7. 2013). The Dog Encyclopedia (Hardcover) (1st изд.). DK Adult. стр. 360. ISBN 978-1465408440.
- Wilcox, Bonnie; Walkowicz, Chris (март 1995). Atlas of Dog Breeds of the World (Print) (5th изд.). Neptune City, NJ Lanham, MD: TFH Publications, Inc. Distributed in the U.S. to the Bookstore and library trade by National Book Network. стр. 912. ISBN 978-0793812844.
- Renna, Christine Hartnagle (2008). Herding Dogs: Selection and Training the Working Farm Dog. Kennel Club Books (KCB). ISBN 978-1-59378-737-0.</ref><ref name="Hartnagle">Hartnagle, Jeanne Joy. Herding I, II, III. Canine Training Systems (CTS).

## Spoljašnje veze
- Terrier Group na veb-sajtu  (језик: енглески)